# Goidelia japonica
Goidelia japonica – gatunek widłonoga z rodziny Catiniidae. Nazwa naukowa tego gatunku skorupiaków została opublikowana w 1901 roku przez brytyjską zoolog Alice Laurę Embleton.